# Wahagnies
Wahagnies és un municipi francès al departament del Nord (regió dels Alts de França). L'any 2006 tenia 2.606 habitants. Limita al nord amb Phalempin, al nord-est amb La Neuville, a l'est amb Thumeries, al sud amb Ostricourt, al sud-oest amb Oignies i a l'oest amb Libercourt.
| 1962                                       | 1968  | 1975  | 1982  | 1990  | 1999  | 2006  |
| ------------------------------------------ | ----- | ----- | ----- | ----- | ----- | ----- |
| 2.242                                      | 2.504 | 3.190 | 2.911 | 2.674 | 2.689 | 2.606 |
| Des de 1962: Població sense dobles comptes |       |       |       |       |       |       |

| Període   | Identitat        | Partit |
| --------- | ---------------- | ------ |
| 2001-2008 | Pascal Dujardin  | PS     |
| 2008-     | Jean-Marie Ruant | PS     |